# خوان إسماعيل كالزادا
خوان إسماعيل كالزادا (بالإسبانية: Juan Ismael Calzada)‏ هو عالم نبات مكسيكي. وينسب للدكتور كالزادا اكتشاف نوع الدردار الإسماعيلي والذي سمي تكريما له.